# Мік (телесеріал)
«Мік» (англ. The Mick) — американський ситком, який транслюється на телеканалі Fox. Створений Дейвом Черніном та Джоном Черніном; виконавчим продюсером телесеріалу стала Кейтлін Олсон, яка також виконує роль Мікі. Прем'єра відбулася 1 січня 2017 року, а вже 11 січня 2017 року стало відомо про повноцінний перший сезон ситкому, який складатиметься з 17 епізодів. 21 лютого 2017 року телеканал Fox продовжив телесеріал на другий сезон, прем'єра якого відбулася 26 вересня 2017 року.

## Сюжет
| Сезон | Епізоди | Епізоди | Оригінальний показ | Оригінальний показ |
| Сезон | Епізоди | Епізоди | Перший показ       | Останній показ     |
| ----- | ------- | ------- | ------------------ | ------------------ |
| 1     | 17      | 17      | 1 січня 2017       | 2 травня 2017      |
| 2     | 20      | 20      | 26 вересня 2017    | 3 квітня 2018      |

Мікі (Маккензі) Молнг переселяється з міста Ворік (Род-Айленд) до Гринвіча (Коннектикут). Попри те, що вона цілком безвідповідальна людина, Мікі вимушена на деякий час стати опікункою для своїх племінників, адже за ухиляння від податків та шахрайство їхніх заможних батьків — Памелу «Пудель» Пембертон та Крістофера Пембертона — заарештовує ФБР. Наглядаючи за дітьми (Сабріна, Чип та Бен), Мікі наступного дня отримує дзвінок від своєї сестри Памели, яка повідомляє, що їй довелось разом із чоловіком втекти за кордон. Як наслідок, Мікі разом з її псевдохлопцем Джіммі та покоївкою Альбою мусять долати труднощі виховання трьох дітей.

## Головний акторський склад
- Кейтлін Олсон — Мікі (Маккензі) Молнг;
- Софія Блек-Д’Елія[en] — Сабріна Пембертон;
- Томас Барбаска[en] — Чип Пембертон;
- Джек Стентон — Бен Пембертон;
- Карла Хіменес[en] — Альба Мальдонадо;
- Скотт МакАртур — Джиммі Шеферд.